# Mirostowice Górne (przystanek kolejowy)
Mirostowice Górne – zlikwidowany przystanek kolejowy a wcześniej stacja kolejowa w miejscowości Mirostowice Górne, na linii kolejowej nr 380 Jankowa Żagańska – Lodenau, w powiecie żarskim, w województwie lubuskim, w Polsce.